# Wilhelm Hohoff
Wilhelm Hohoff (Medebach, 9 de fevereiro de 1848 — Paderborn, 10 de fevereiro de 1923) foi um dos primeiros padres católicos a estudar o marxismo.

## Vida e trabalho
Era filho de um escrivão e frequentou a escola secundária em Brilon. A partir de 1866, estudou teologia e filosofia em Münster. Depois de um ano, ele estudou um semestre nas universidades de Bonn e Marburg. Nos últimos quatro semestres, estudou no instituto teológico de Paderborn.
Em 1871, foi ordenado como sacerdote.
Juntamente com Franz Hitze, foi um dos primeiros católicos na Vestfália a estudar com profundidade os escritos de Karl Marx. Desse modo, chegou à conclusão de que algumas das teses básicas de Marx estavam de acordo com a teoria cristã do trabalho, formulada por Tomás de Aquino, que afirma que o trabalho humano é a fonte de todo valor econômico.
A partir disso, concluiu que a disputa (“luta de classes”) pela distribuição justa da riqueza gerada socialmente era moralmente justificada em favor do fator valor trabalho.
Em 1874, se envolveu em uma polêmica com August Bebel, conhecida como o "Cristianismo e Socialismo". Na qual, Bebel defendia a tese de que “Cristianismo e socialismo se opõem como fogo e água”, enquanto que Hohoff sustentava que "que não é o cristianismo e o socialismo, mas o capitalismo e o cristianismo que se enfrentam como água e fogo".
Em 1909, Bebel escreveu que: "Nenhum de nós teria acreditado que ambos nos aproximaríamos uma vez na vida, como se fôssemos pessoas com interesses semelhantes.".
Na década de 1890, manteve uma longa correspondência com Karl Kautsky, na qual debateu a teoria do valor. Os contatos com Eduard Bernstein e Wilhelm Liebknecht foram bastante incipientes.
Foi o primeiro teólogo católico alemão a defender publicamente partes das teses de Marx e uma aproximação entre o cristianismo e o socialismo. Por causa disso, ficou conhecido como o "Padre Vermelho".
No início da década de 1920, recusou-se a acatar a solicitação de seus superiores eclesiáticos para condenar a adesão de muitos católicos ao Partido Social-Democrata da Alemanha, declarando que: era socialista e democrata, mas não era integrante do Partido Social-democrata e que um católico teria o direito de ser social-democrata.
O Hohoff foi por um tempo esquecido, mas foi resgatado por Theodor Steinbüchel, Walter Dirks, Heinrich Mertens, Ernst Michel, Klaus Kreppel e pelo jornal "Kritischer Katholizismus" (Catolicismo Crítico).

## Obras
- Protestantismus und Sozialismus. Historisch-politische Studien. Paderborn 1881 - (Protestantismo e Socialismo. Estudos histórico-políticos).
- Warenwert und Kapitalprofit. Eine Einführung in das Studium der politischen Ökonomie. Paderborn 1902. - (Valor dos bens e lucro do capital. Uma introdução ao estudo da economia política.)
- Die Bedeutung der Marxschen Kapitalkritik. Eine Apologie des Christentums vom Standpunkte der Volkswirtschaftslehre und Rechtswissenschaft. Paderborn 1908 (UB Paderborn) - (O significado da crítica de Marx ao capital. Um pedido de desculpas para o Cristianismo do ponto de vista da economia e do direito)
- An die verehrliche Redaktion des „Volksstaat“ zu Leipzig. In: August Bebel: Christentum und Sozialismus. Eine religiöse Polemik zwischen Herrn Kaplan Hohoff in Hüffe und A. Bebel. Berlin 1912, S. 3–5. - (Aos honoráveis editores do “Volksstaat” em Leipzig In: August Bebel: Cristianismo e Socialismo. Uma polêmica religiosa entre Kaplan Hohoff em Hüffe e A. Bebel.)
- Zur Geschichte des Wortes und Begriffs „Kapital“. In: Vierteljahrschrift für Sozial- und Wirtschaftsgeschichte 14 (1917) 554–574, und 15 (1918) S. 281–310. - (Sobre a história da palavra e do termo “capital”.)
- Die wissenschaftliche Leistung von Karl Marx. In: Münchener Katholiken- und Kirchenzeitung Nr. 47 vom 22. November 1919, S. 475–478. - (A conquista científica de Karl Marx)
- Karl Marx und der Materialismus. In: Münchener Katholiken- und Kirchenzeitung Nr. 51 vom 20. Dezember 1919, 525–528, und Nr. 52 vom 27. Dezember 1919, S. 538–541. - (Karl Marx e o materialismo)
- Antwort an Herrn Prof. Götz Briefs. In: Deutsche Arbeit 5 (1920) Nr. 8, S. 300–312. - (Resposta aos Resumos do Prof. Götz)
- Vom Kapitalismus und Sozialismus. In: Deutsche Arbeit 5 (1920) Nr. 2, S. 49–54. - (Do capitalismo e do socialismo)
- Eine ethische Begründung des Klassenkampfes. In: Die Neue Zeit 40 (1922) Bd. 1, Nr. 17 vom 20. Januar 1922, S. 398–401. - (Uma justificativa ética da luta de classes)

## Obras sobre Wilhelm_Hohoff
- Eduard Dietz: Wilhelm Hohoff und der Bund katholischer Sozialisten. (Schriften der religiösen Sozialisten 6), Karlsruhe o. J. [1928]. - (Wilhelm Hohoff e a Associação dos Socialistas Católicos. Escritos dos socialistas religiosos 6)
- Walter Dirks: Walter Dirks über Wilhelm Hohoff. Ein Priester und Sozialist. In: kritischer Katholizismus 4 (1971) Nr. 6, S. 5–7. - (Um padre e um socialista)
- Dokumentation Wilhelm Hohoff. In: Fragezeichen. Bildungspolitische Zeitschrift, hrsg. vom Paderborner Arbeitskreis des Deutschen Instituts für Bildung und Wissen 6 (1972/73) Nr. 5/6. - (Documentação Wilhelm Hohoff). do grupo de trabalho Paderborn do Instituto Alemão para a Educação e o Conhecimento
- Max Fischer: Das Lebenswerk Wilhelm Hohoffs. In: Deutsche Arbeit 6 (1921) Nr. 8, S. 304–310. - (Max Fischer: o trabalho da vida de Wilhelm Hohoff.
- Stefan Gerber: „Den weitaus Größten und Genialsten aller Zeiten.“ Die Marx-Rezeption Wilhelm Hohoffs und der deutsche Sozialkatholizismus zwischen Kaiserreich und Bundesrepublik. In: Matthias Steinbach, Michael Ploenus (Hrsg.): Prüfstein Marx. Zu Edition und Rezeption eines Klassikers. Berlin 2013, ISBN 978-3-86331-118-6. - (Stefan Gerber: “De longe o maior e mais engenhoso de todos os tempos.” A recepção de Marx e do catolicismo social alemão por Wilhelm Hohoff entre o Império Alemão e a República Federal.
- Peter Wilhelm Haurand: Wilhelm Hohoff. In: Frankfurter Hefte 3 (1948) S. 161–165.
- Theodor Herr: Der „rote Pastor“ Wilhelm Hohoff (1848–1923) bewirbt sich um eine Berufung an die Paderborner Universität. In: Theologie und Glaube 79 (1989) S. 446–459. - (Theodor Herr: O “pastor vermelho” Wilhelm Hohoff (1848–1923)
- Klaus Kreppel: Bürgerlicher Antikapitalismus? Neuere Literatur zum „Religiösen Sozialismus“. In: kritischer Katholizismus 5 (1972) Nr. 5, S. 8–9. - (Anticapitalismo burguês? Literatura mais recente sobre "Socialismo Religioso")
- Klaus Kreppel: Entscheidung für den Sozialismus. Die politische Biographie Pastor Wilhelm Hohoffs 1848-1923. Mit einem Vorwort von Walter Dirks (= Schriftenreihe des Forschungsinstituts der Friedrich-Ebert-Stiftung 114), Bonn-Bad Godesberg 1974, ISBN 3-87831-182-6. - (Decisão a favor do socialismo. A biografia política do pastor Wilhelm Hohoff 1848-1923)
- Klaus Kreppel: Wilhelm Hohoff – der „rote Pastor“ und die katholischen Sozialisten. In: Günter Ewald (Hrsg.): Religiöser Sozialismus. Stuttgart-Berlin-Köln-Mainz 1977, ISBN 3-17-004366-8, S. 79–90. - (Wilhelm Hohoff - o "pastor vermelho" e os socialistas católicos)
- Klaus Kreppel: Wilhelm Hohoff – Priester und Sozialist. In: Dorothee Sölle, Klaus Schmidt (Hrsg.): Christentum und Sozialismus. Vom Dialog zum Bündnis. Stuttgart-Berlin-Köln-Mainz 1977, ISBN 3-17-002288-1, S. 88–93. - (Wilhelm Hohoff - sacerdote e socialista. In: Cristianismo e socialismo. Do diálogo à aliança.)
- Klaus Kreppel: Wilhelm Hohoff – Christ und Sozialist. In: Mitteilungen des Mindener Geschichtsvereins, Jahrgang 45 (1973), S. 81–88. - (Wilhelm Hohoff - cristão e socialista.)
- Klaus Kreppel: Der rote Pastor Wilhelm Hohoff. Abschließende Bemerkungen zu einem hundertjährigen Streit. In: Kritischer Katholizismus, Köln, 6. Jahrgang, Nr. 4. April 1973. - (O pastor vermelho Wilhelm Hohoff. Considerações finais sobre uma disputa centenária)
- Klaus Kreppel: Wilhelm Hohoff – 1848-1923. Zum 60. Todestag des Priesters und Sozialisten. In: Christ und Sozialist. Blätter des Bundes der Religiösen Sozialisten Deutschlands e.V. 2/II. Vierteljahr 1983. - (Wilhelm Hohoff - 1848-1923. No 60º aniversário da morte do padre e socialista. In: Cristão e Socialista. Folhas da Federação de Socialistas Religiosos da Alemanha)
- Klaus Kreppel: Zum 60. Todestag des Priesters und Sozialisten. In: Kuratorium Wilhelm Hohoff (Hrsg.): Gedächtnisfeier für Wilhelm Hohoff. Hüffe 1983. - (No 60º aniversário da morte do padre e socialista. In: Cerimônia em memória de Wilhelm Hohoff.)
- Klaus Kreppel: Zwischen Thomas von Aquin und Karl Marx. Die Synthese von Sozialismus und Katholizismus durch Wilhelm Hohoff. In: Christ und Sozialist. Blätter des Bundes der Religiösen Sozialisten. Neue Folge 14. Jg. Düsseldorf. Mai 1990 (2/90). - (Entre Tomás de Aquino e Karl Marx. A síntese do socialismo e do catolicismo por Wilhelm Hohoff. In: Cristão e Socialista. Folhas da Liga dos Socialistas Religiosos.)
- Heinz Kühn, et al.: Christ und Sozialist: Pfarrer Wilhelm Hohoff. Essen 1973. - (Cristão e socialista: Pastor Wilhelm Hohoff)
- Andreas Lienkamp: Theodor Steinbüchels Sozialismusrezeption. Eine christlich-sozialethische Relecture. Schöningh, Paderborn-München-Wien-Zürich 2000, bes. S. 275–297 (Digitalisat). - (A recepção do socialismo por Theodor Steinbüchel. Uma Releitura Cristã-Social-Ética.
- Johannes Meßner: Art. Hohoff. In: LThK1 5, 112-113.
- Johannes Meßner: Art. Hohoff. In: StL5 2, 1324-1326.
- Johannes Meßner: Wilhelm Hohoffs Marxismus. Studien zur Erkenntnislehre der nationalökonomischen Theorie. Unveröff. Diss., München 1925. - (O marxismo de Wilhelm Hohoff. Estudos sobre a epistemologia da teoria econômica)
- Heribert Raab: Neue Quellen zum Leben und Werk von Wilhelm Hohoff. In: JCSW 25 (1984) S. 137–184. - (Novas fontes sobre a vida e obra de Wilhelm Hohoff)
- Heribert Raab: Wilhelm Hohoff und Johannes Janssen. Unbekannte Briefe des „roten Pastors“ an einen „ultramontanen“ Historiker. In: JCSW 22 (1981) S. 249–278. - (Wilhelm Hohoff e Johannes Janssen. Cartas desconhecidas do “pastor vermelho” para um historiador “ultramontano”)
- Volker Rath, Wolfgang Battermann: Wilhelm Hohoff (1848-1923). Zur Rezeption eines unbequemen Petershäger Pastors. In: Mitteilungen des Mindener Geschichtsvereins, Jahrgang 56 (1984), S. 141–146.
- Wilhelm Schulte: Westfälische Köpfe. Münster 1977, S. 122f.. - (Chefes da Vestefália)
- Wilhelm Sobota: Ein katholisch-sozialistisches Priesterleben. Zu Wilhelm Hohoffs 100. Geburtstag und 25. Todestag. In: Geist und Tat 3 (1948) S. 309–312. - (Uma Vida Sacerdotal Socialista-Católica. No 100º aniversário de Wilhelm Hohoff e 25º aniversário de sua morte.)